# Ficus cuatrecasana
Ficus cuatrecasana är en mullbärsväxtart som beskrevs av Armando Dugand. Ficus cuatrecasana ingår i släktet fikonsläktet, och familjen mullbärsväxter. Inga underarter finns listade i Catalogue of Life.